# Široké
Široké és un poble i municipi d'Eslovàquia. Es troba a la regió de Prešov, al nord del país.

## Història
La primera referència escrita de la vila data del 1320.

## Demografia
| Godina             | 1994 | 2004   | 2014   | 2024   |
| ------------------ | ---- | ------ | ------ | ------ |
| Nombre de persones | 2221 | 2282   | 2461   | 2445   |
| Diferència         |      | +2,74% | +7,84% | −0,65% |

| Godina             | 2023 | 2024   |
| ------------------ | ---- | ------ |
| Nombre de persones | 2443 | 2445   |
| Diferència         |      | +0,08% |